# Клан Кинкейд

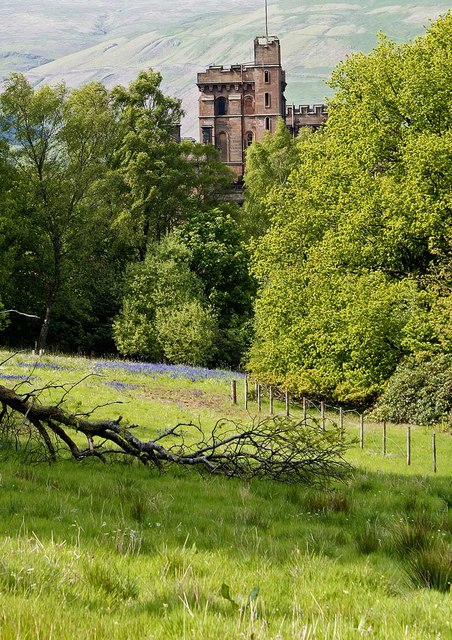
Замок Леннокс (2008)

Клан Кинкейд(англ. Clan Kincaid) — один из кланов горной Шотландии.

## Происхождение клана
«Кинкейд» происходит от названия земель Кинкэйд в округе Кампси в Стирлингшире. Другой перевод названия клана — голова (вершина) скалы.
В 1238 году Александр II из Шотландии предоставил земли Кинкейда Малдуэну, третьему графу Ленноксу. В том же году граф Леннокс подарил земли сэру Уильяму Гэлбрейту, четвертому вождю Гэлбрейта. Главный замок Гэлбрейтаа был первоначально в Крейгмадди, но после того, как не родился наследник и родились только три девочки, поместье было разделено. Одна из дочерей вышла замуж за Логана в 1280 году, и они получили земли Кинкейда от четвертого графа Леннокса.

## Войны за независимость Шотландии
Один из членов семьи Кинкейдов отбил у английских войск Эдуарда I в 1296 году Эдинбургский замок. Лэрд из Кинкейда занимал должность констебля в Эдинбургском замке примерно до 1314 года.

## XVI век
Многие Кинкэйды имели древние связи с Эдинбургом, где в середине XV века они были в числе городских судей этого города, и от них происходили Кинкэйды из Вористона, Крэйгауса и Гогара. Эдвард Кинкэйд в 1521 году был шерифом Эдинбурга, а Дэвид Кинкэйд из Койттиса в 1542 году был констеблем Эдинбургского замка. Джон Кинкэйд из Вористона в 1600 году был убит по приказу его жены, которая за это была казнена, в то время как преступник, её любовник, был «сломан на колесе». В Ленноксе дела были тоже весьма «бурные». В 1563 году Малькольм Кинкэйд потерял левую руку в ходе стычки со Стирлингами из Крэйгбарнета, а восемь лет спустя он уже враждовал с Ленноксами из Вудхэда, которым Кинкэйды позже наследовали. Кинкэйд из Охинреока породнился браком с Бьюкэнэнами из Карбета, а некий Кинкэйд основал ветвь семейства в Эршире.
Другая ветвь семейства около 1450 года получила земли в Бантаскине (Стирлингшир), и из этой ветви происходил Александр Кинкэйд, мэр Эдинбурга в 1776 году, который служил королевским секретарем по делам Шотландии.

## XVII век
Во время гражданской войны в Шотландии в семнадцатом веке Кинкейды сражались на стороне роялистов. Клан пострадал в результате поддержки роялистов, и многие из клана Кинкейд эмигрировали в Северную Америку.

## Восстаниеякобитов, XVIII век
Во время восстания якобитов в 1715 году Кинкейды поддержали изгнанных Стюартов, а после восстания Дэвид Кинкейд покинул Шотландию и поселился в Вирджинии.

## Современные Кинкейды
Джон Кинкэйд из Кинкэйда в 1808 году зарегистрировал свой герб, но к 1833 его род объединился с основной ветвью семейством Леннокс, когда его сын Джон зарегистрировал свой герб и фамилию «Кинкэйд-Леннокс». Это семейство позже стало называться «Перет-Кинкэйд-Леннокс», но в 1959 году отказалось от такого написания и возобновило фамилию «Леннокс из Ленноксаи Вудхэда». Фамилия Кинкэйдов из Кинкэйда была восстановлена боковой ветвью в 1960 году, когда Лорд Лайон предоставил герб и права Элвину Сесилю Кинкэйду из Кинкэйда. Элвин Сесил Кинкейд из Кинкейда умер 3 сентября 1983 года, и его преемником стала его племянница Хизер Вероника Пирет Кинкейд Леннокс, которая затем стала Хизер Вероника Кинкейд из Кинкейда. Она зарегистрировала свой герб 16 августа 1988 года. Хизер Вероника Кинкейд из Кинкейда родилась в Глазго, Шотландия, 10 марта 1918 года и была единственным ребенком Уильяма Мандевилла Пирета Кинкейд-Леннокс и Евы Сент-Клер Дональд. Она была дважды замужем: сначала лейтенант-командир Дени Артур Хокер Хорнелл, а потом за Уильям Генри Аллен (Хэл) Эдгхилл. Её единственный ребенок, Денис Пиерет Хорнелл, стал вождем Клана Леннокса.
Хизер Вероника Кинкейд из Кинкейда умерла 2 августа 1999 года в Шропшире, Англия. Её сменила внучка Арабелла Джейн Кинкейд Леннокс, которая поменяла имя на Арабелла Джейн Кинкейд из Кинкейда. Она вышла замуж за Джайлз Вивиан Инглис-Джонс, и у них четверо детей. На данный момент Арабелла Джейн Кинкейд из Кинкейда представляет клан Кинкейд в США.